# Diego Tristán
Diego Tristán Herrera (La Algaba, 5 gennaio 1976) è un ex calciatore spagnolo, di ruolo attaccante.

## Carriera

### Club
La sua carriera sportiva inizia nella seconda squadra del Betis Siviglia dove Tristán rimane fino al 1998, anno in cui viene preso dall'RCD Mallorca che per la stagione 1998-1999 decide di fargli fare esperienza nella squadra B. L'anno successivo è quello della definitiva consacrazione dell'attaccante spagnolo che alla sua prima stagione in prima squadra riesce a segnare ben 18 goal. Il suo debutto in Primera División risale al 12 settembre 1999 nella partita Mallorca-Numancia (3-1).
Nel 2000 viene acquistato dal Deportivo la Coruña dove il giocatore andaluso riesce a segnare un gran numero di goal: 23 la prima stagione, 32 la seconda, 19 nella terza e 13 nella quarta. Con il Deportivo riesce a vincere una Coppa del Re nel 2002 e due Supercoppe spagnole nel 2000 e nel 2002, inoltre, a livello personale, grazie ai 21 goal nella Primera División 2001-2002 ottiene il titolo di Pichichi del campionato. Gli ultimi anni a la Coruña sono però sempre più difficili per l'attaccante che non riesce a esprimersi più ai livelli precedenti nonostante la partenza del suo compagno di reparto Roy Makaay, ceduto al Bayern Monaco.
Il 2006 rappresenta per lui l'addio alla squadra galiziana e il ritorno nella squadra che lo ha lanciato a grandi livelli ovvero il Mallorca. Nel luglio 2007 dopo essersi svincolato dal Mallorca, approda nel campionato italiano, nelle file del Livorno, con un contratto dalla durata di 1 anno, con opzione sul rinnovo.  Segna la sua prima rete in Serie A il 9 dicembre 2007 contro la Roma (1-1). Dopo 21 partite e una sola rete, il 1º luglio 2008 si svincola dagli amaranto.
Il 14 ottobre 2008 firma per il West Ham. Con gli Hammers parte spesso dalla panchina e colleziona a fine stagione 14 presenze e 3 gol. Il 24 luglio 2009 viene acquistato dal Cadice, firmando un contratto di un anno con opzione per la seconda stagione. Nella prima stagione colleziona 25 presenze con 6 reti nella seconda altre 24 presenze con 5 gol, inizia bene la stagione 2011-2012 con 3 goal in 4 incontri.

### Nazionale
Con la maglia della nazionale spagnola Tristán ha ottenuto 15 presenze e ha segnato 4 gol. Il suo debutto risale alla partita del 2 giugno 2001 contro la Bosnia ed Erzegovina (4-1). Con la nazionale ha anche partecipato al campionato del mondo 2002 in Giappone e Corea del Sud, disputando due partite contro Slovenia e Paraguay.

## Statistiche

### Presenze e reti nei club
| Stagione                   | Squadra                    | Campionato                 | Campionato | Campionato | Coppe nazionali | Coppe nazionali | Coppe nazionali | Coppe continentali | Coppe continentali | Coppe continentali | Altre coppe | Altre coppe | Altre coppe | Totale | Totale |
| Stagione                   | Squadra                    | Comp                       | Pres       | Reti       | Comp            | Pres            | Reti            | Comp               | Pres               | Reti               | Comp        | Pres        | Reti        | Pres   | Reti   |
| -------------------------- | -------------------------- | -------------------------- | ---------- | ---------- | --------------- | --------------- | --------------- | ------------------ | ------------------ | ------------------ | ----------- | ----------- | ----------- | ------ | ------ |
| 1995-1996                  | Real Betis B               | SDB                        | 38         | 11         | -               | -               | -               | -                  | -                  | -                  | -           | -           | -           | 38     | 11     |
| 1996-1997                  | Real Betis B               | SDB                        | 32         | 11         | -               | -               | -               | -                  | -                  | -                  | -           | -           | -           | 32     | 11     |
| 1997-1998                  | Real Betis B               | SDB                        | 24         | 11         | -               | -               | -               | -                  | -                  | -                  | -           | -           | -           | 24     | 11     |
| Totale Real Betis B        | Totale Real Betis B        | Totale Real Betis B        | 94         | 33         |                 | -               | -               |                    | -                  | -                  |             | -           | -           | 94     | 33     |
| 1998-1999                  | Maiorca B                  | SD                         | 39         | 15         | -               | -               | -               | -                  | -                  | -                  | -           | -           | -           | 39     | 15     |
| 1999-2000                  | Maiorca                    | PD                         | 35         | 18         | CR              | 2               | 1               | UCL+CU             | 1+10               | 0+5                | -           | -           | -           | 48     | 24     |
| 2000-2001                  | Deportivo La Coruña        | PD                         | 29         | 19         | CR              | 1               | 1               | UCL                | 11                 | 2                  | SS          | 2           | 1           | 43     | 23     |
| 2001-2002                  | Deportivo La Coruña        | PD                         | 34         | 21         | CR              | 6               | 5               | UCL                | 12                 | 6                  | -           | -           | -           | 52     | 32     |
| 2002-2003                  | Deportivo La Coruña        | PD                         | 23         | 9          | CR              | 8               | 6               | UCL                | 10                 | 4                  | SS          | 0           | 0           | 41     | 19     |
| 2003-2004                  | Deportivo La Coruña        | PD                         | 34         | 8          | CR              | 3               | 2               | UCL                | 11                 | 3                  | -           | -           | -           | 48     | 13     |
| 2004-2005                  | Deportivo La Coruña        | PD                         | 23         | 9          | CR              | 2               | 2               | UCL                | 1                  | 0                  | -           | -           | -           | 26     | 11     |
| 2005-2006                  | Deportivo La Coruña        | PD                         | 36         | 12         | CR              | 3               | 0               | Int                | 5                  | 1                  | -           | -           | -           | 44     | 13     |
| Totale Deportivo La Coruña | Totale Deportivo La Coruña | Totale Deportivo La Coruña | 179        | 78         |                 | 23              | 16              |                    | 50                 | 16                 |             | 2           | 1           | 254    | 111    |
| 2006-2007                  | Maiorca                    | PD                         | 13         | 0          | CR              | 3               | 0               | -                  | -                  | -                  | -           | -           | -           | 16     | 0      |
| Totale Maiorca             | Totale Maiorca             | Totale Maiorca             | 48         | 18         |                 | 5               | 1               |                    | 11                 | 5                  |             | -           | -           | 64     | 24     |
| 2007-2008                  | Livorno                    | A                          | 21         | 1          | CI              | 1               | 0               | -                  | -                  | -                  | -           | -           | -           | 22     | 1      |
| 2008-2009                  | West Ham United            | PL                         | 14         | 3          | FACup+CdL       | 3+0             | 0               | -                  | -                  | -                  | -           | -           | -           | 17     | 3      |
| 2009-2010                  | Cadice                     | SD                         | 29         | 8          | CR              | 1               | 0               | -                  | -                  | -                  | -           | -           | -           | 30     | 8      |
| Totale carriera            | Totale carriera            | Totale carriera            | 424        | 141        |                 | 33              | 17              |                    | 61                 | 21                 |             | 2           | 1           | 520    | 180    |

### Cronologia presenze e reti in nazionale
| Cronologia completa delle presenze e delle reti in nazionale ― Spagna | Cronologia completa delle presenze e delle reti in nazionale ― Spagna | Cronologia completa delle presenze e delle reti in nazionale ― Spagna | Cronologia completa delle presenze e delle reti in nazionale ― Spagna | Cronologia completa delle presenze e delle reti in nazionale ― Spagna | Cronologia completa delle presenze e delle reti in nazionale ― Spagna | Cronologia completa delle presenze e delle reti in nazionale ― Spagna | Cronologia completa delle presenze e delle reti in nazionale ― Spagna |
| Data                                                                  | Città                                                                 | In casa                                                               | Risultato                                                             | Ospiti                                                                | Competizione                                                          | Reti                                                                  | Note                                                                  |
| --------------------------------------------------------------------- | --------------------------------------------------------------------- | --------------------------------------------------------------------- | --------------------------------------------------------------------- | --------------------------------------------------------------------- | --------------------------------------------------------------------- | --------------------------------------------------------------------- | --------------------------------------------------------------------- |
| 2-6-2001                                                              | Oviedo                                                                | Spagna                                                                | 4 – 1                                                                 | Bosnia ed Erzegovina                                                  | Qual. Mondiali 2002                                                   | 1                                                                     |                                                                       |
| 6-6-2001                                                              | Tel Aviv                                                              | Israele                                                               | 1 – 1                                                                 | Spagna                                                                | Qual. Mondiali 2002                                                   | -                                                                     | 59’                                                                   |
| 1-9-2001                                                              | Valencia                                                              | Spagna                                                                | 4 – 0                                                                 | Austria                                                               | Qual. Mondiali 2002                                                   | 1                                                                     | 71’                                                                   |
| 5-9-2001                                                              | Vaduz                                                                 | Liechtenstein                                                         | 0 – 2                                                                 | Spagna                                                                | Qual. Mondiali 2002                                                   | -                                                                     | 73’                                                                   |
| 14-11-2001                                                            | Huelva                                                                | Spagna                                                                | 1 – 0                                                                 | Messico                                                               | Amichevole                                                            | -                                                                     | 46’                                                                   |
| 13-2-2002                                                             | Barcellona                                                            | Spagna                                                                | 1 – 1                                                                 | Portogallo                                                            | Amichevole                                                            | -                                                                     | 46’                                                                   |
| 27-3-2002                                                             | Rotterdam                                                             | Paesi Bassi                                                           | 1 – 0                                                                 | Spagna                                                                | Amichevole                                                            | -                                                                     | 46’                                                                   |
| 2-6-2002                                                              | Gwangju                                                               | Slovenia                                                              | 1 – 3                                                                 | Spagna                                                                | Mondiali 2002 - 1º turno                                              | -                                                                     | 67’                                                                   |
| 7-6-2002                                                              | Jeonju                                                                | Spagna                                                                | 3 – 1                                                                 | Paraguay                                                              | Mondiali 2002 - 1º turno                                              | -                                                                     | 46’                                                                   |
| 16-10-2002                                                            | Logroño                                                               | Spagna                                                                | 0 – 0                                                                 | Paraguay                                                              | Amichevole                                                            | -                                                                     | 46’                                                                   |
| 20-11-2002                                                            | Granada                                                               | Spagna                                                                | 1 – 0                                                                 | Bulgaria                                                              | Amichevole                                                            | -                                                                     | 46’                                                                   |
| 12-2-2003                                                             | Las Palmas                                                            | Spagna                                                                | 3 – 1                                                                 | Germania                                                              | Amichevole                                                            | -                                                                     | 74’                                                                   |
| 29-3-2003                                                             | Kiev                                                                  | Ucraina                                                               | 2 – 2                                                                 | Spagna                                                                | Qual. Euro 2004                                                       | -                                                                     | 78’                                                                   |
| 2-4-2003                                                              | León                                                                  | Spagna                                                                | 3 – 0                                                                 | Armenia                                                               | Qual. Euro 2004                                                       | 1                                                                     |                                                                       |
| 6-9-2003                                                              | Guimarães                                                             | Portogallo                                                            | 0 – 3                                                                 | Spagna                                                                | Amichevole                                                            | 1                                                                     | 46’                                                                   |
| Totale                                                                |                                                                       | Presenze                                                              | 15                                                                    |                                                                       | Reti                                                                  | 4                                                                     |                                                                       |

## Palmarès

### Club
- Supercoppa di Spagna: 2

Deportivo La Coruña: 2000, 2002
- Coppa di Spagna: 1

Deportivo La Coruña: 2001-2002

### Individuale
- Pichichi: 1

2001-2002 (21 gol)